# David Rimbold
David Rimbold (Brussel, 9 december 1977) is een Belgisch voetbalcoach en voormalig voetballer.

## Spelerscarrière
Rimbold is een jeugdproduct van RWDM. In zijn debuutseizoen in het eerste elftal degradeerde hij met RWDM naar Tweede klasse. In 2001 promoveerde hij met RWDM weer naar Eerste klasse, maar een jaar later ging de club failliet. Via Jean-Marie Pfaff, die in die dagen commercieel directeur van RWDM was, belandde hij bij de Duitse vierdeklasser Wuppertaler SV.
Na de titel in de Oberliga Nordrhein haalde toenmalig derdeklasser Union Sint-Gillis hem terug naar België. In zijn eerste seizoen bij Union pakte Rimbold meteen de titel in Derde klasse. In 2005 verliet hij de club voor derdeklasser White Star Woluwe, die hij al snel inruilde voor KFC Rhodienne-Verrewinkel. Ook hier bleef hij niet lang, want in 2006 haalde Union hem terug naar het Dudenpark.
Nadat hij in zijn laatste contractjaar bij Union zijn ligamenten scheurde, kwam er een einde aan zijn tweede passage bij les Unionistes. Rimbold kwam daarna nog uit voor Verbroedering Meldert, FC Forest en RCS Entente Mosane.

## Statistieken
| seizoen | club           | land      | competitie         | wed. | goals |
| ------- | -------------- | --------- | ------------------ | ---- | ----- |
| 1997/98 | RWDM           | België    | Eerste klasse      | 5    | 0     |
| 1998/99 | RWDM           | België    | Tweede klasse      | 9    | 1     |
| 1999/00 | RWDM           | België    | Tweede klasse      | 27   | 5     |
| 2000/01 | RWDM           | België    | Tweede klasse      | 26   | 8     |
| 2001/02 | RWDM           | België    | Eerste klasse      | 8    | 0     |
| 2002/03 | Wuppertaler SV | Duitsland | Oberliga Nordrhein | 6    | 1     |
|         |                |           | Totaal             | 81   | 15    |

## Trainerscarrière
Een jaar nadat hij als speler bij RCS Entente Mosane aankwam als speler, begon Rimbold er zijn trainerscarrière. In het najaar van 2013 volgde hij Rudy Dreesen op als trainer van RWDM 2003, de club waar hij sinds het begin van het seizoen al sportief manager was. Na een passage als hoofdtrainer van KFC Wezembeek-Oppem werd hij in 2016 jeugdtrainer bij RWDM, de geestelijke opvolger van zijn opleidingsclub. In juni 2020 stapte hij over naar Crossing Schaerbeek, waar hij beloftentrainer werd.

## Trivia
- Rimbold heeft als bijnaam Tosh. Toen er bij de jeugd eens een vijftal Davids bij elkaar speelden, gaf een Nederlandstalige trainer hem deze bijnaam om verwarring te voorkomen.[1]